# Air Cambodia
Pour les articles homonymes, voir Cambodia.
Proudly serve the kingdom
Air Cambodia (en Khmer : អាកាសចរណ៍ជាតិកម្ពុជា ) (code AITA : K6, code OACI : KHV) est la compagnie aérienne nationale du Cambodge. Elle se nomme Cambodia Angkor Air (en Khmer « កម្ពុជា អង្គរ អ៊ែរ »)  de sa création 2009 jusqu'au 1er janvier 2025.
Ayant comme slogan « Proudly serve the kingdom », elle exploite des liaisons intérieures quotidiennes à raison de cinq vols allers-retours entre Phnom Penh et Siem Reap, trois entre Hô-Chi-Minh-Ville et Siem Reap et deux entre Phnom Penh et Hô-Chi-Minh-Ville. Enfin, elle relie également Siem Reap à la ville côtière de Sihanoukville avec trois vols aller-retours hebdomadaires depuis le 14 décembre 2011.

## Histoire

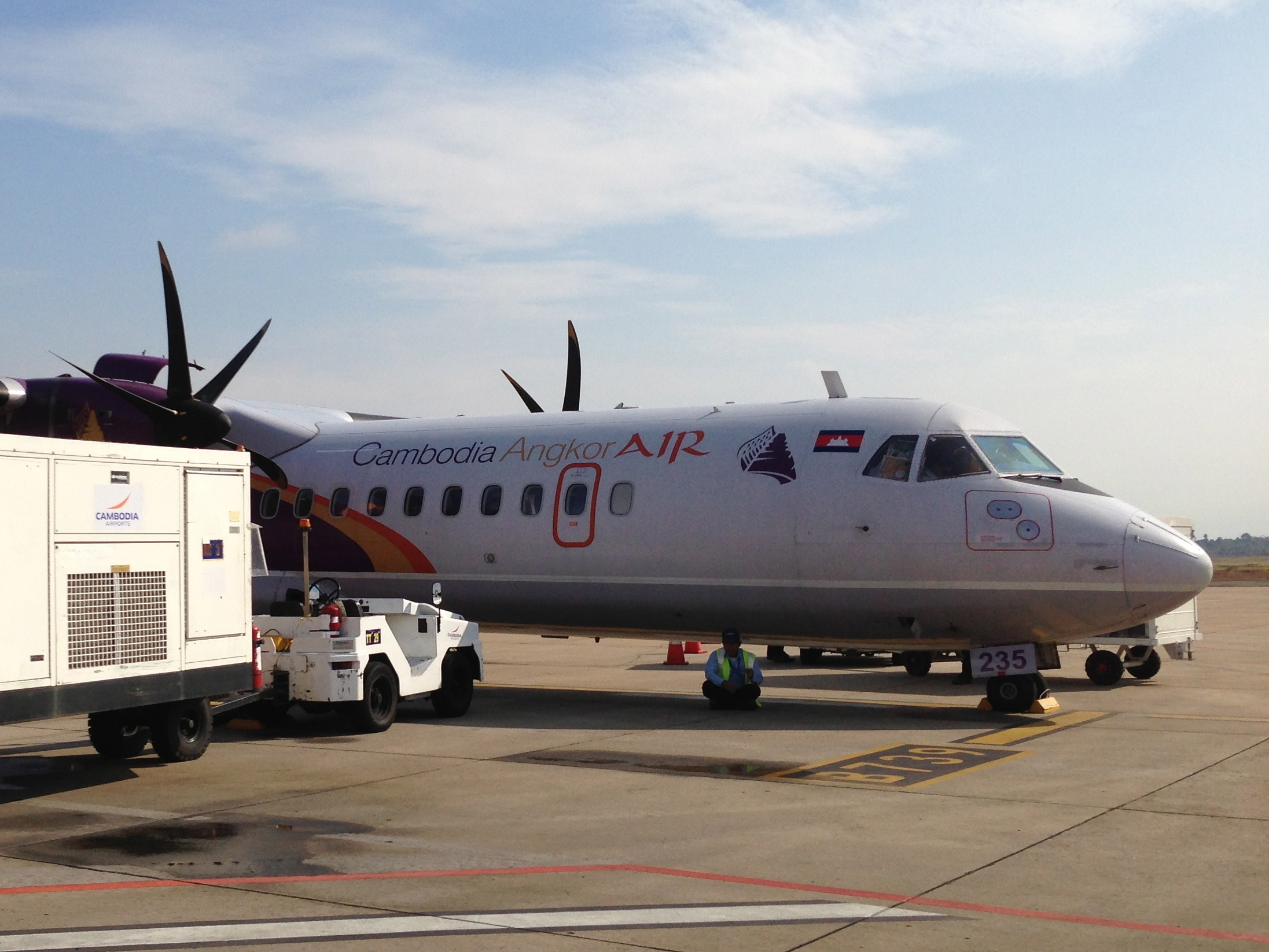
Un des ATR 72-500 de la compagnie

Cambodia Angkor Air fut fondée en juillet 2009 en tant qu'entreprise mixte entre le gouvernement cambodgien qui détient 51 % des parts et la compagnie aérienne nationale vietnamienne Vietnam Airlines qui en possède 49 %, avec un investissement d'environ 100 millions de dollars. C'est la première compagnie aérienne nationale cambodgienne depuis 2001, lorsque Royal Air Cambodge fit faillite. Elle effectua son vol inaugural le 28 juillet 2009 de l'aéroport international de Phnom Penh à celui de Siem Reap non loin des fameux temples d'Angkor avec un prix promotionnel de 6 dollars par trajet. Proposant initialement quatre aller-retours entre les deux villes cambodgiennes, elle espère par la suite voler rapidement jusqu'au Viêt Nam puis au Laos dans les années à venir et agrandir très vite sa flotte à 15 avions d'ici 2015,,.
Entre octobre 2009 et mars 2017, Cambodia Angkor Air est la seule compagnie aérienne qui propose la liaison Phnom Penh-Siem Reap depuis le 25 octobre 2009, date à laquelle la licence de vols intérieurs au Cambodge de Bangkok Airways n'a pas été renouvelée par les autorités cambodgiennes de l’aviation civile. À compter de mars 2017, la compagnie privée cambodgienne JC International Airlines propose également la liaison, rejointe par Cambodia Airways en 2019.
2012 devrait marquer une nouvelle expansion de son réseau vers l'international avec l'arrivée d'un troisième Airbus A321 dans sa flotte. Cela permettra de relier Siem Reap à Bangkok et Séoul dans un premier temps.
À noter que la ville côtière cambodgienne de Sihanoukville (aussi connue sous le nom de Kompong Som) accueille des vols réguliers depuis le 14 décembre 2011 qui permettent d'accéder aux îles et plages du Cambodge, contribuant ainsi à l'essor du tourisme balnéaire.
Le 16 avril 2020, anticipant une crise mondiale majeure du voyage due au Covid-19, Vietnam Airlines annoncé avoir vendu sa participation de 49 % dans Air Cambodia à des acheteurs non divulgués.
Le 22 mars 2022, comme le rapporte le Khmer Times, la plateforme médiatique chinoise Sohu a affirmé, citant des sources anonymes, que Xing Gang Investment Group avait utilisé des fonds de capital-risque pour obtenir une participation de 28 % dans Cambodia Angkor Air, la compagnie aérienne nationale du pays. Cette acquisition positionne le groupe comme le deuxième actionnaire, après le gouvernement cambodgien. Pendant ce temps, à la fin de 2024, Vietnam Airlines conserve toujours une participation de 14 % dans le transporteur ,.
Le 1er janvier 2025, Cambodia Angkor Air a subi un changement de marque et a officiellement changé de nom pour devenir Air Cambodia ,.

## Destinations
| Pays     | Ville             | Aéroport                                   | Notes |
| -------- | ----------------- | ------------------------------------------ | ----- |
| Cambodge | Phnom Penh        | Aéroport international de Phnom Penh       | Hub   |
| Cambodge | Siem Reap         | Aéroport international de Siem Reap-Angkor | Hub   |
| Cambodge | Sihanoukville     | Aéroport international de Sihanoukville    |       |
| Chine    | Pékin             | Aéroport international de Pékin-Capitale   |       |
| Chine    | Guangzhou         | Aéroport international de Canton-Baiyun    |       |
| Chine    | Haikou            | Aéroport international de Haikou-Meilan    |       |
| Chine    | Shanghai          | Aéroport international de Shanghai-Pudong  |       |
| Laos     | Luang Prabang     | Aéroport international de Luang Prabang    |       |
| Vietnam  | Hanoï             | Aéroport international de Nội Bài          |       |
| Vietnam  | Hô-Chi-Minh-Ville | Aéroport international de Tân Sơn Nhất     |       |
| Vietnam  | Da Nang           | Aéroport international de Đà Nẵng          |       |

## Flotte
En janvier 2023, Air Cambodia exploite cinq avions en leasing. La flotte a une moyenne d'âge de 9,3 ans.

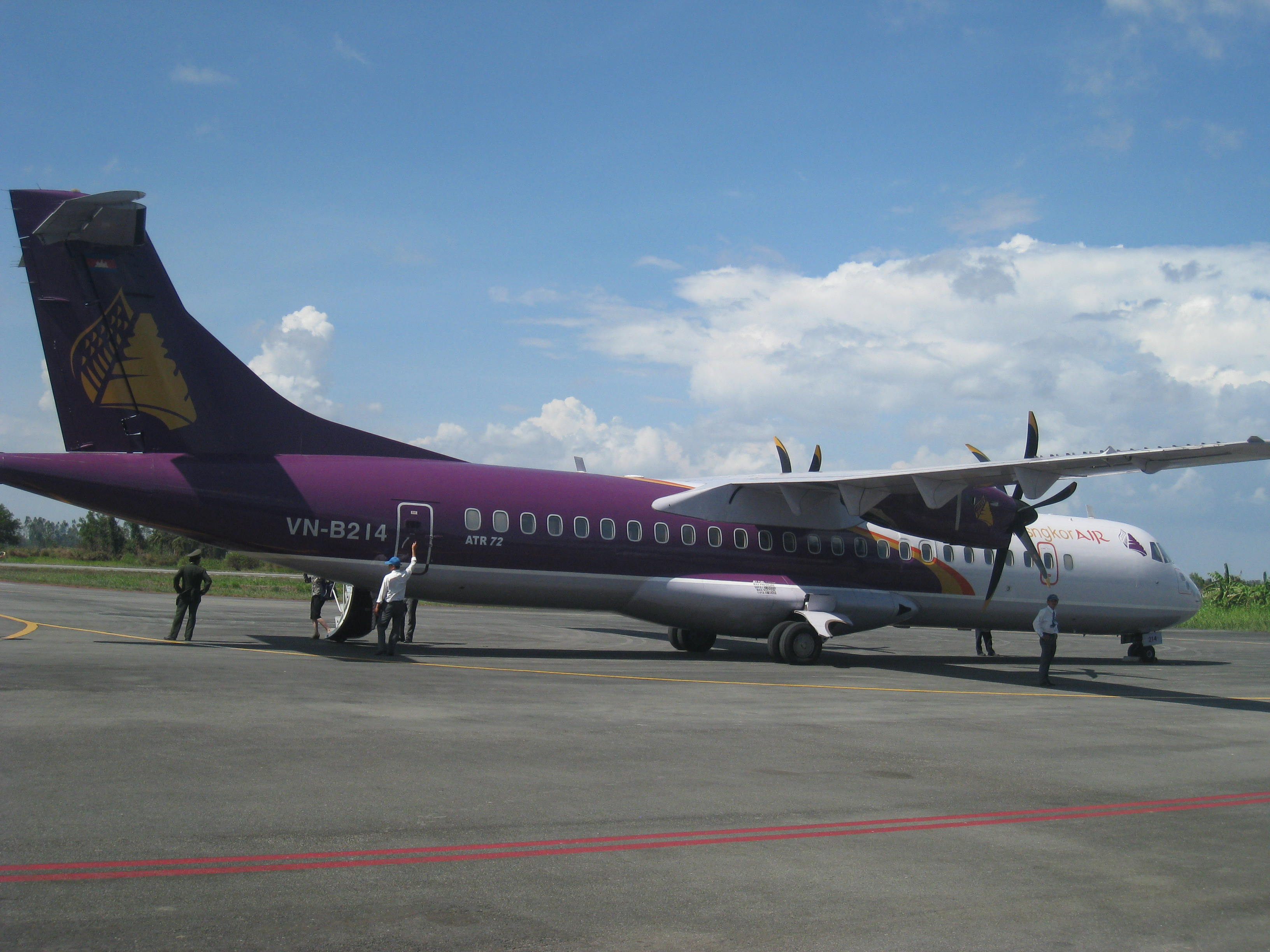
ATR 72 Vietnamien loué par Cambodia Angkor Air

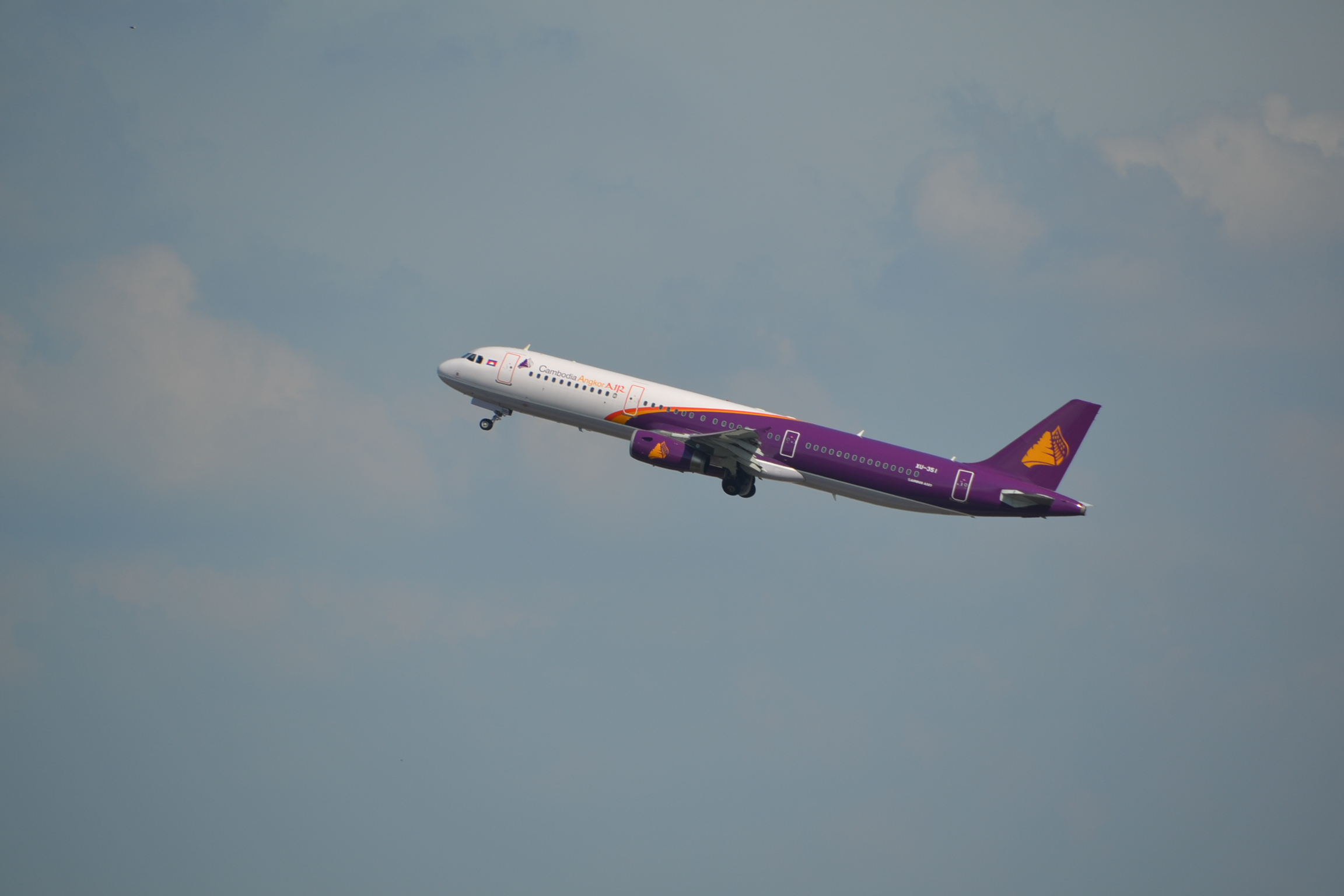
Un des Airbus A321 de la compagnie

Un nouvel Airbus A321 est entré dans la flotte le 31 août 2011 pour renforcer le réseau de la compagnie et ce qui a permis l'ajout de la nouvelle destination intérieure le 14 décembre 2011 (Sihanoukville, KOS).
Deux autres ATR 72-500, immatriculés VN-B212 et VN-B214, présents depuis les débuts de la compagnie ont été retirés dès 2010 et sont à présent dans les flottes de Vasco et Vietnam Airlines.

## Partenariats
Cambodia Angkor Air a des accords de partage de codes de tous ses vols avec la compagnie aérienne suivante:
- Vietnam Airlines (VN)
- Lao Airlines (LA)